# Хайдари, Омран
Омран Ахмад Хайдари (перс. احمد عمران حیدری‎; родился 13 января 1998, Хорсенс) — афганский футболист,  вингер грузинского клуба «Торпедо» (Кутаиси) и национальной сборной Афганистана.

## Клубная карьера
Воспитанник футбольной академии нидерландского клуба «Рода». В июле 2017 года стал игроком клуба «Эммен». 16 сентября 2017 года дебютировал за «Эммен» в матче Эрстедивизи против клуба НЕК. 29 сентября 2017 года забил свой первый гол за «Эммен» в матче против клуба «Де Графсхап». В апреле 2018 года контракт футболиста с «Эмменом» был расторгнут по соглашению сторон.
После ухода из «Эммена» Хайдари был свободным агентом на протяжении пяти дней, после чего подписал контракт с клубом «Дордрехт». 24 августа 2018 года дебютировал за свой новый клуб в матче против «Йонг Аякс». 21 сентября 2018 года забил свой первый гол за «Дордрехт» в матче против клуба «МВВ Маастрихт».
Перед началом сезона 2019/20 Омран стал игроком польского клуба «Олимпия Грудзёндз». В 20 матчах Первой лиги Польши (второй дивизион чемпионата страны) забил 12 мячей.
В январе 2020 года афганский футболист перешёл в другой польский клуб «Лехия Гданьск» за 125 тысяч евро. 1 марта 2020 года дебютировал за «Лехию» в матче высшей лиги чемпионата Польши против «Короны». 12 июля 2020 года забил свой первый гол за «Лехию» в матче против «Леха».

## Карьера в сборной
19 августа 2018 года дебютировал в составе национальной сборной Афганистана в товарищеском матче против сборной Палестины. 7 июня 2019 года забил свой первый гол за национальную команду в матче против сборной Таджикистана.